# Hans Bernhard Jacobi

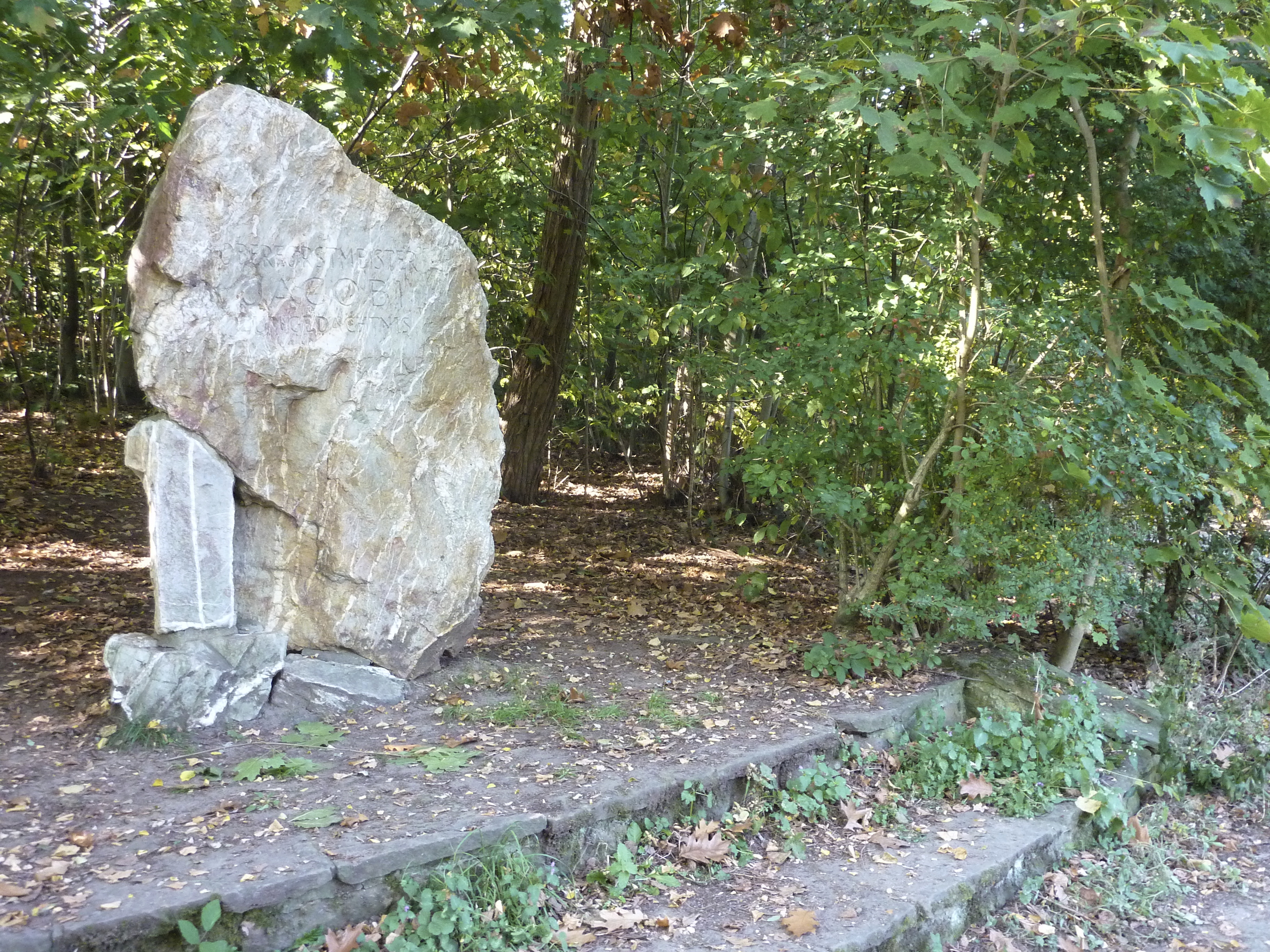
Gedenkstein für Forstamtsleiter Jacobi am Ufer des Frankfurter Jacobiweihers

Hans Bernhard Jacobi (* 17. Oktober 1886 in Weimar; † 25. Mai 1940 in Frankfurt am Main) war ein deutscher Forstmann. Er leitete von 1927 bis zu seinem Tode das städtische Forstamt in Frankfurt am Main. Der Oberforstmeister leistete wichtige Beiträge zur Umgestaltung des Frankfurter Stadtwalds in ein modernes Naherholungsgebiet.

## Werdegang
Jacobi, Sohn eines Stiftspredigers, besuchte das Realgymnasium in Weimar und legte 1906 die Reifeprüfung ab. Anschließend studierte er an der Großherzoglich-Sächsischen Forstakademie in Eisenach, die er 1909 abschloss. Nach seinem Militärdienst als Einjährig-Freiwilliger studierte er 1911/12 Forstwissenschaft an der Ludwigs-Universität Gießen. Einen Abschnitt aus seinem kritischen Buch Die Verdrängung der Laubwälder durch die Nadelwälder in Deutschland (1912) nutzte er auch als Dissertation mit dem Titel Einfluß der Holznutzung auf die Verdrängung der Laubholzbestockung, mit der er 1912 an der Universität Gießen promoviert wurde. Von 1912 bis 1914 lehrte er Forstgeschichte, Planzeichnen und Forstvermessung an der Forstakademie in Eisenach. Nach seiner forstlichen Staatsprüfung trat er im Herbst 1913 als Forstassessor in den Staatsdienst ein. Sein Militärdienst im Ersten Weltkrieg war unterbrochen von einer Tätigkeit in der Forstinspektion Czenstochau im besetzten Polen von Januar 1916 bis September 1918. Am 22. September 1917 wurde er mit dem Eisernen Kreuz II. Klasse ausgezeichnet.
Im Oktober 1918 kehrte er als Vizefeldwebel der Reserve zum Heer zurück, wurde aber bereits am 9. November 1918, dem Tag der Novemberrevolution, vom Eisenacher Arbeiter- und Soldatenrat aus dem Heer entlassen. Er kehrte daraufhin in den forstlichen Staatsdienst des Freistaates Sachsen-Weimar-Eisenach zurück, wechselte aber bereits am 15. April 1919 in den Dienst des benachbarten Freistaates Sachsen-Meiningen, wo er als Oberförster den Forstbezirk Wasungen leitete. Ab dem 20. Juni 1920 war er Abgeordneter des ersten Thüringer Landtags für die DVP.

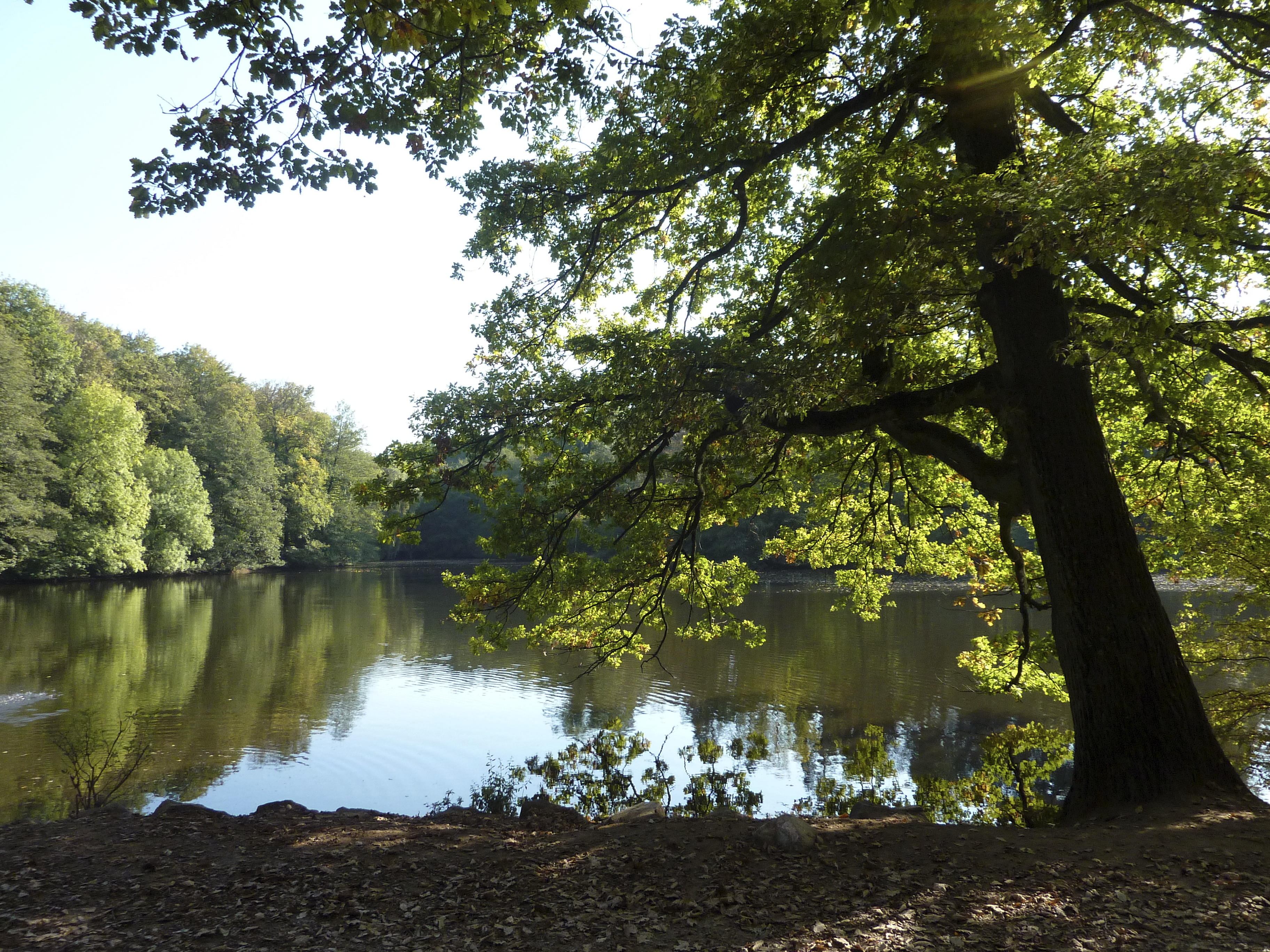
Uferblick auf den Jacobiweiher im Frankfurter Stadtwald

Zum 30. September 1920 schied Jacobi aus dem thüringischen Staatsdienst aus und legte zugleich auch sein Landtagsmandat nieder. Er wurde Oberförster in Hameln. Am 1. September 1927 wurde er zum Leiter des städtischen Forstamts in Frankfurt berufen. Von ihm ging die Initiative aus zur Errichtung des Goetheturms. Er fand in dem jüdischen Kaufmann Gustav Gerst einen Sponsor für die Baukosten, bewog den Frankfurter Magistrat, das Bauholz kostenlos bereitzustellen, und suchte dies selbst im Stadtwald aus.
Ferner entstanden unter seiner Leitung 1928 bis 1931 der Maunzenweiher und 1931/32 der später nach ihm benannte Jacobiweiher an der Oberschweinstiege im Frankfurter Stadtwald.
Jacobi gehörte nicht der NSDAP an und war insbesondere in der ersten Zeit des Naziregimes mancherlei Anfeindungen ausgesetzt. Andererseits wurde ihm bereits ein Jahr nach seinem Tode ein Gedenkstein am Jacobiweiher gesetzt. Bei dieser Gelegenheit erfolgte auch die Namensgebung.

## Veröffentlichungen
- Die Verdrängung der Laubwälder durch die Nadelwälder in Deutschland 1912. 8°, 187 S.
- Mein Bote, Gedichte. Eisenach, o. J., 8°, 48 S.